# Springdale (hrabstwo Lancaster)
Springdale – jednostka osadnicza w Stanach Zjednoczonych, w stanie Karolina Południowa, w hrabstwie Lancaster.